# Tropfsteinhöhle Alland
Tropfsteinhöhle Alland är en grotta i Österrike.   Den ligger i distriktet Baden och förbundslandet Niederösterreich, i den östra delen av landet, 28 km sydväst om huvudstaden Wien. Tropfsteinhöhle Alland ligger 375 meter över havet.
Terrängen runt Tropfsteinhöhle Alland är huvudsakligen kuperad, men österut är den platt. Tropfsteinhöhle Alland ligger nere i en dal. Runt Tropfsteinhöhle Alland är det tätbefolkat, med 257 invånare per kvadratkilometer.. Närmaste större samhälle är Baden, 12,8 km öster om Tropfsteinhöhle Alland. 
I omgivningarna runt Tropfsteinhöhle Alland växer i huvudsak blandskog.